# ЦСКА (мини-футбольный клуб)
МФК ЦСКА — российский мини-футбольный клуб из Москвы, часть спортивного общества ЦСКА. Основан в 1996 году.
Наивысшим достижением ЦСКА стало четвёртое место по итогам первого этапа Чемпионата России в сезоне 2011/12.

## Названия
- 1996/1997 — «Болеар-МГАФК»
- 1997/1998 — «ЦСКА-Болеар»
- с 1998 года — ЦСКА

## История
Команда была основана в 1996 году под названием «Болеар-МГАФК». Свой первый матч она провела 28 августа того же года в рамках Кубка России против петербургского «Зенита». Месяц спустя она взяла старт в чемпионате России, начав выступление в первой лиге. Летом 1997 года команда была переименована в «ЦСКА-Болеар», и под этим названием новоиспечённые армейцы в сезоне 1997/98 сумели, не проиграв ни одного матча, завоевать путёвку в высшую лигу. Руководство командой в этом сезоне было поручено Игорю Подшивалову, который, как оказалось впоследствии, пришёл в неё на шесть с половиной лет.
В следующем сезоне команда взяла современное название — ЦСКА. Первые годы в элите отечественного мини-футбола сложились для армейцев непросто, лишь в концовке чемпионата они обеспечивали себе сохранение места среди сильнейших. Вскоре результаты улучшились — сезон 2000/01 ЦСКА завершил на восьмом месте, а в сезонах 2001/02 и 2002/03 обеспечивал себе путёвку в плей-офф (6 и 7 место в регулярном чемпионате соответственно). Несмотря на то, что дальше 1/4 финала армейцы не пробились, они оказывали достойное сопротивление дважды встававшему на их пути «Норильскому никелю», оба раза не позволив чемпионам России 2001/02 победить в серии до двух побед всухую.
ЦСКА получил право на участие в сформированной в 2003 году Суперлиге. Следующие годы армейцы стабильно завершали сезон на 6—7 месте, и лишь в 2008 году, возглавляемые известным тренером Виктором Владющенковым, смогли преодолеть этот рубеж, заняв пятое место.
В 2009 году, под руководством нового тренера Вадима Яшина, армейцы не смогли улучшить этот результат, заняв девятое место. В начале следующего сезона главным тренером команды вновь стал Владющенков. В итоге, завершив его на пятом месте, команда повторила своё позапрошлогоднее достижение.
В сезоне 2012/13 ЦСКА не принимал участия в чемпионате России Суперлиги, причиной снятия команды с первенства стали финансовые трудности.
Начиная с сезона 2013/14 и до сезона 2018/19 принимал участие в Открытом Чемпионате Москвы.
В сезоне 2019/2020 году принимал участие в Чемпионате Московской области по мини-футболу (футзалу) как «Спортивная школа олимпийского резерва ЦСКА».
В сезоне 2023/24 принимает участие в Суперлиге Чемпионата Москвы НМЛ как МФК ЦСКА, а также в Первой лиге Чемпионата Москвы МФФ как «Спортивная школа олимпийского резерва ЦСКА».
В сезоне 2024/25 клуб участвует в Юниорлиге U-16 и U-18.

## Выступления в чемпионатах России
| Сезон   | Лига             | Занятое Место                                   |
| ------- | ---------------- | ----------------------------------------------- |
| 1996/97 | Первая Лига (II) | 8                                               |
| 1997/98 | Первая Лига (II) | 2                                               |
| 1998/99 | Высшая Лига (I)  | 9                                               |
| 1999/00 | Высшая Лига (I)  | 11                                              |
| 2000/01 | Высшая Лига (I)  | 8                                               |
| 2001/02 | Высшая Лига (I)  | 1/4 финала (6 в регулярном чемпионате)          |
| 2002/03 | Высшая Лига (I)  | 1/4 финала (7 в регулярном чемпионате)          |
| 2003/04 | Суперлига (I)    | 6                                               |
| 2004/05 | Суперлига (I)    | 7                                               |
| 2005/06 | Суперлига (I)    | 6                                               |
| 2006/07 | Суперлига (I)    | 7                                               |
| 2007/08 | Суперлига (I)    | 5                                               |
| 2008/09 | Суперлига (I)    | 9                                               |
| 2009/10 | Суперлига (I)    | 5                                               |
| 2010/11 | Суперлига (I)    | 8 (плей-офф: 1/4 финала)                        |
| 2011/12 | Суперлига (I)    | 4 (плей-офф: 1/4 финала) ( Финансовые проблемы) |

## Достижения и рекорды
- Высшее достижение в чемпионате России — 4-е место: 2011/12
- Высшее достижение в Кубке России — 1/2 финала: 2005, 2006/07
- Победитель турнира «Кубок Урала» 2005
- Рекордсмен клуба по числу проведённых матчей — Сергей Сергеев — 250 матчей
- Рекордсмен клуба по забитым мячам — Александр Антипов — 154 мяча
- Рекордсмен клуба по числу голов в одном чемпионате — Александр Антипов — 36 мячей (2004/05)
- Самая крупная победа — ЦСКА 14:1 Крона-Росавто Нижний Новгород (2001/02)
- Рекордсмен клуба по числу проведённых матчей в Кубке России — Сергей Антипов — 35 матчей
- Лучший бомбардир кубковых турниров — Александр Антипов — 34 мяча
- Самая крупная победа — ЦСКА 12:2 Норильский Никель-д (Москва 2001 год); ЦСКА 12:2 Полигран (Москва 2001 год)

## Известные игроки
- Рикардинью
- Александр Антипов
- Сергей Антипов